# Paul-Charles-Amable de Bourgoing

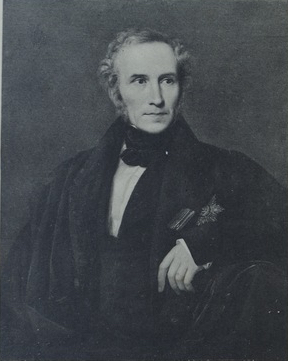
Paul-Charles-Amable de Bourgoing

Paul-Charles-Amable de Bourgoing (* 19. Dezember 1791 in Hamburg; † 16. August 1864 in Paris) war ein französischer Diplomat und Schriftsteller.

## Leben
Paul-Charles-Amable de Bourgoing war ein Sohn des französischen Diplomaten Jean-François de Bourgoing und von Marie-Benoîte-Joséphine Prévost de La Croix. Zunächst betrat er 1811 die militärische Laufbahn. Er machte unter Napoleon I. als Offizier in der Kaisergarde den Russlandfeldzug 1812 und im folgenden Jahr den Krieg in Deutschland sowie 1814 als Adjutant Mortiers den Krieg in Frankreich mit. In der Schlacht bei Montmirail (11. Februar 1814) wurde er schwer am Arm verwundet. Für seine militärischen Verdienste wurde er von Napoleon zum Baron des Kaiserreichs erhoben.
Nach der Restauration der Bourbonen betrat de Bourgoing wie sein Vater die diplomatische Laufbahn. Zuerst war er Gesandtschaftssekretär in Berlin, München und Wien. 1828 wurde er erster Gesandtschaftssekretär in Sankt Petersburg. Nach der Julirevolution von 1830 fungierte er von 1832 bis 1834 als Gesandter in Dresden und ab 1835 in München. Von dort wurde er, mittlerweile 1841 zum Pair ernannt, nach der Februarrevolution im März 1848 von der provisorischen französischen Regierung abberufen und vorübergehend außer Dienst gestellt. Von Dezember 1849 bis September 1851 bekleidete er den Gesandtschaftsposten am spanischen Hof. Während der Herrschaft Napoleons III. wurde am 31. Dezember 1852 Senator und starb 1864 im Alter von 72 Jahren in Paris.
Von de Bourgoings zahlreichen Schriften sind insbesondere Sur les chemins de fer en Allemagne (Paris 1841) und Souvenir d’histoire contemporaine (Paris 1864) hervorzuheben. In seinen Roman Le prisonnier en Russie (Paris 1816) hat er einige Erlebnisse seines älteren Bruders, Armand de Bourgoing, der sich als Militär auszeichnete, verarbeitet.